# ماونتن سيتي (جورجيا)
ماونتن سيتي (بالإنجليزية: Mountain City, Georgia)‏ هي بلدة تقع في مقاطعة رابون بولاية جورجيا في الولايات المتحدة. تبلغ مساحتها 4.6 (كم²)، وترتفع عن سطح البحر 657 م، بلغ عدد سكانها 1088 نسمة في عام 2010 حسب إحصاء مكتب تعداد الولايات المتحدة وتصل الكثافة السكانية فيها 180.2 نسمة/كم2.

## وصلات خارجية
- The US50 - Cities and Towns in Georgia State
- Georgia Cities and Towns, Facts, Map, Flag, Colleges, Government, and More